# Noel Gunler
Karl Noel Joakim Gunler, född 7 oktober 2001 i Luleå, är en svensk professionell ishockeyspelare som spelar för Brynäs IF i Svenska hockeyligan. Hans moderklubb är Brooklyn Tigers UHF.
Noel är son till före detta professionella ishockeyspelaren Joakim Gunler.